# Keith Fuller
Pour les articles homonymes, voir Fuller.
Keith Fuller (1923- 7 juin 2002) journaliste et patron de presse américain, a été pendant 8 ans directeur général de l'Associated Press, de 1976 à 1984.

## Biographie
Né en 1923 dans une famille de fermiers d’Arlington, dans le Kansas, il déménage à Beaumont, au Texas à la mort de son père, et écrit des articles dans le journal de son lycée.
À 20 ans, il combat à Pearl Harbor puis est envoyé en Europe piloter un bombardier B-17, qui prend feu et l’oblige à sauter en parachute sur Nancy, où les Allemands le font prisonnier pendant 14 mois.
Démobilisé, il rejoint les rangs du Dallas Times-Herald comme reporter. Entré à l’Associated Press en 1949, il dirige le bureau de Little Rock, dans l’Arkansas en 1957 quand la Garde nationale américaine est envoyée sur les campus et qu’un correspondant de l’Associated Press, Relman Morin, reçoit le prix Pulitzer pour la couverture de l’événement.
Il grimpe les échelons, devient directeur du personnel puis de l’activité Photo, et dirige le reportage sur l’assassinat du Président John F. Kennedy, qui se vend à 5 millions d’exemplaires et est traduit dans huit langues.
À la fin des années 1970, il doit défendre son agence, dont moins de 1 % des revenus annuels provient des pays en voie de développement, en termes critiques : « couvrir le Tiers-Monde n'est pas facile […]. Je fais référence à ces pays qui ont recours aux menaces pour faire pression sur ce que doivent écrire les correspondants. Je fais référence à la censure implicite (..) au refus de donner accès à ces correspondants aux sources officielles qui peuvent le mieux expliquer au monde l’histoire de leur pays ».